# Clemens Wilmenrod

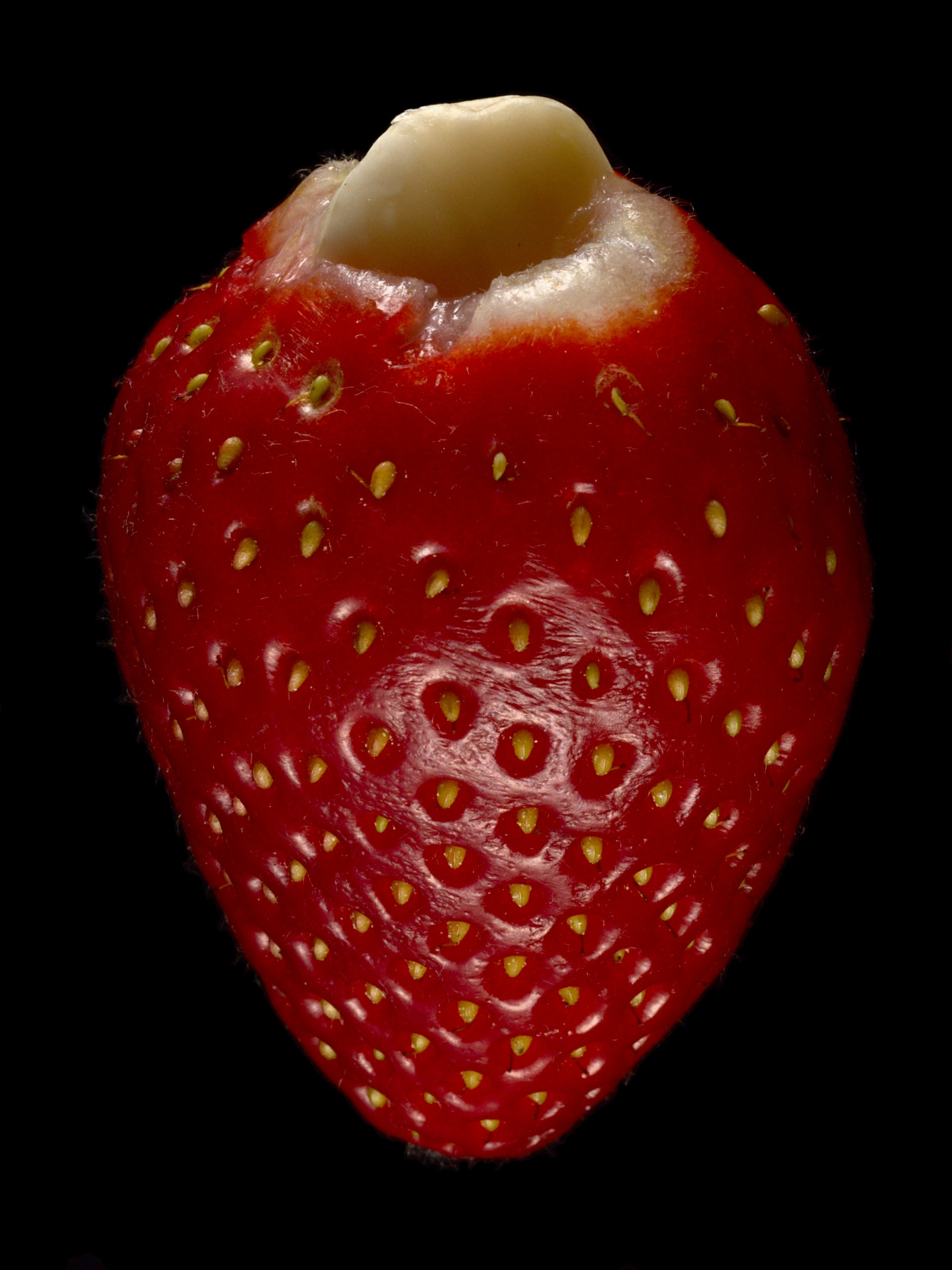

Clemens Wilmenrod, de son vrai nom Carl Clemens Hahn, né le 24 juillet 1906 à Oberzeuzheim dans le Westerwald, mort le 12 avril 1967 à Munich, était un comédien et cuisinier de télévision allemand. Il s'est suicidé dans un hôpital de Munich après qu'on lui ai diagnostiqué un cancer de l'estomac.